# Хоноріч
Хоноріч (рум. Honorici) — село у повіті Тіміш в Румунії. Входить до складу комуни Віктор-Влад-Деламаріна.
Село розташоване на відстані 353 км на північний захід від Бухареста, 55 км на схід від Тімішоари.

## Населення
За даними перепису населення 2002 року у селі проживали 360 осіб, з них 354 особи (98,3%) румунів. Рідною мовою 354 особи (98,3%) назвали румунську.